# The Fight Song (Marilyn Manson)
The Fight Song è un singolo del gruppo rock statunitense dei Marilyn Manson, pubblicato nel 2001. Si tratta del secondo singolo tratto dal loro quarto album in studio, Holy Wood (In the Shadow of the Valley of Death).
Il singolo è stato pubblicato in due parti indipendenti, in maniera analoga al precedente Disposable Teens. La prima parte, intitolata "The Fight Song Pt.1" è uscita il 19 gennaio 2001 nel Regno Unito e il 29 gennaio dello stesso anno negli Stati Uniti. "The Fight Song Pt.1" è stato pubblicato anche come LP in vinile il 19 febbraio 2001 nel Regno Unito. Entrambe le versioni contengono un remix firmato da Joey Jordison del gruppo nu metal Slipknot. La seconda parte del singolo, intitolata "The Fight Song Pt.2", è stata pubblicata il 2 febbraio 2001 negli Stati Uniti e il 6 marzo 2001 nel Regno Unito..
Il titolo è un gioco di parole basato sugli inni delle squadre di football americano dei college e delle università americane, noti come fight songs, dato che la canzone è in parte una riflessione post-Columbine denigratoria nei confronti della glorificazione americana della violenza giovanile; il football è uno degli sport più violenti ma anche una delle più grandi ossessioni dell'America.

## Il videoclip
Il videoclip di questa canzone, diretto da W.I.Z. e girato a Los Angeles presso un campo da football americano abbandonato, mostra la band cantare il brano davanti ad una violenta partita di football di scuola superiore tra due squadre fittizie, "Holy Wood" (formata da atleti in divisa da football bianca) e "Death Valley" (formata da esponenti del movimento gotico e da reietti della società in divisa da football nera). Il video contiene anche alcuni messaggi subliminali; intorno al minuto 2:12, il video sostituisce brevemente i giocatori di football con persone che combattono contro unità di polizia.

### Controversie
Il video ha generato piccole controversie a causa della sua rappresentazione violenta del gioco del football americano tra atleti e gotici, che alcuni hanno interpretato come elementi che "fanno il verso" alla vicenda della Columbine. Manson, dal canto suo, ha negato con decisione tutto ciò, affermando "sto tentando di mostrare che gli sport, così come la musica, possono essere visti come violenti, così ho scelto un tradizionale nero contro bianco, buono contro cattivo come tema per il video". Chiuse definitivamente il discorso sulla questione l'8 gennaio 2001 ai microfoni di MTV News che lo intervistò durante gli American Music Award. Manson affermò: "La gente le darà il significato che vuole se ciò potrà aiutarla a vendere giornali o a scrivere un titolo di giornale. Vorranno tramutarla in qualcosa che non è. La critica è il mio mestiere". Altre controversie nacquero in seguito alle parole del ritornello: I'm not a slave to a god that doesn't exist/I'm not a slave to a world that doesn't give a shit (Non sono schiavo di un dio che non esiste/Non sono schiavo di un mondo che se ne fotte).

## Tracce
UK CD 1
1. The Fight Song (testo: Manson – musica: 5)
2. The Fight Song (Slipknot Remix) (testo: Manson – musica: Slipknot)
3. Disposable Teens (CD-Rom Video) (testo: Manson – musica: 5, Ramirez)

Questo disco include anche una piccola galleria fotografica, una biografia di Manson, il testo di The Fight Song, le date del tour Guns, God and Government, un wallpaper e quattro tarocchi.
UK CD 2
1. The Fight Song (testo: Manson – musica: 5)
2. Disposable Teens (Bon Harris Remix) (testo: Manson – musica: Harris)
3. The Love Song (Remix) (testo: Manson – musica: Harris, Gacy)

Japan Special Edition - Rare Tracks CD
1. The Fight Song (Live) (testo: Manson – musica: 5)
2. The Love Song (Remix) (testo: Manson – musica: Harris, Gacy)
3. Disposable Teens (Bon Harris Remix) (testo: Manson – musica: Harris)
4. The Fight Song (Slipknot Remix) (testo: Manson – musica: Slipknot)
5. Diamonds & Pollen (testo: Manson – musica: Gacy, Manson, Ramirez)
6. Working Class Hero (John Lennon)
7. Five to One (Densmore, Krieger, Manzarek, Morrison)
8. Astonishing Panorama of the Endtimes (Live) (testo: Manson – musica: 5, Manson, Ramirez)

## Classifiche
| Classifica (2001)      | Posizione raggiunta |
| ---------------------- | ------------------- |
| Austria (Ö3)           | 59                  |
| Finlandia (Mitä Hitti) | 19                  |
| Germania               | 67                  |
| Regno Unito (OCC)      | 24                  |

## Accoglienza
Nel 2002, Kerrang! inserì The Fight Song al 77º posto nella sua classifica dei 100 Migliori Singoli di Tutti i Tempi.

## Apparizioni nei media
- Un breve estratto dal videoclip della canzone è utilizzato per presentare Marilyn Manson nel documentario Bowling a Columbine di Michael Moore. Il videoclip completo è incluso tra i contenuti speciali del DVD.
- La canzone è stata scelta come tema per l'evento WWF Invasion.
- Un remix del brano appare nella colonna sonora di Resident Evil.
- La canzone appare nel film Mean Machine durante una breve sequenza in cui Jason Statham immagina di uscire con alcune guardie e un detenuto durante la partita di football americano.